# Jost Prüm

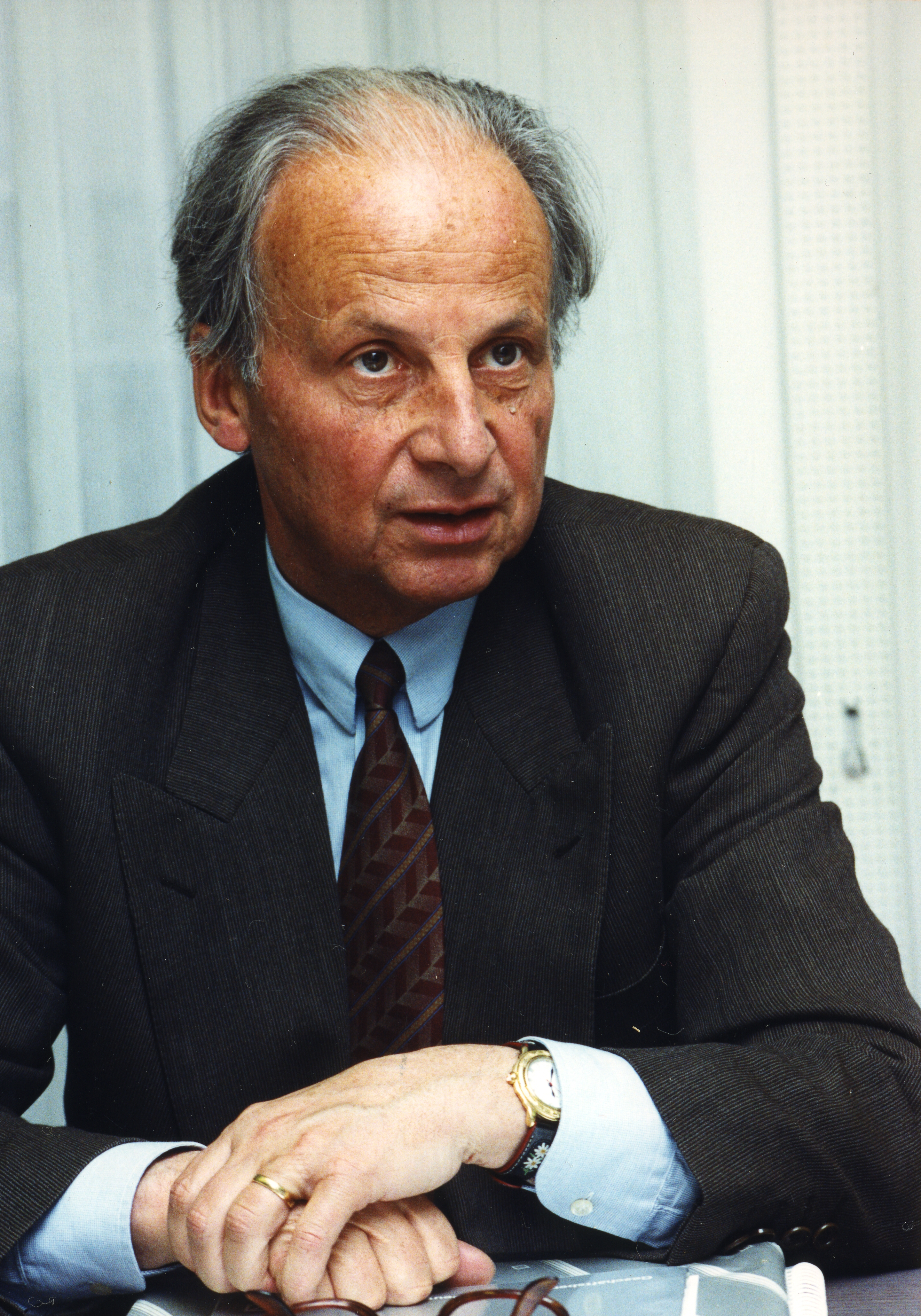
Jost Prüm (2005)

Jost Prüm (* 7. April 1930 in Trier; † 4. Juli 2017 in Homburg/Saar) war ein Bankvorstand und langjähriger Präsident der Industrie- und Handelskammer des Saarlandes sowie langjähriger Schatzmeister des Deutschen Industrie- und Handelstages (DIHT) sowie der Deutsch-Französischen Industrie- und Handelskammer.

## Ausbildung
Jost Prüm machte sein Abitur 1949 in Bernkastel-Kues. Er studierte Rechtswissenschaften von 1949 bis 1954 in Mainz, Genf und Bonn. 1954 legte er sein Erstes Staatsexamen in Mainz ab; 1958 bestand er sein Zweites Staatsexamen ebenfalls in Mainz. Von 1958 bis 1960 absolvierte er eine Ausbildung zum Bankkaufmann bei der Deutschen Bank AG in Neuwied.
Er wurde 1958 in Mainz mit seiner Dissertation zu den Verwaltungs- und Kontrollorganen der französischen Société Anonyme zum Doktor beider Rechte (Doctor iuris utriusque) promoviert.

## Beruf

### Deutsche Bank Saar
Jost Prüm war vom 15. März 1968 bis zum 13. Juni 1996 Mitglied des Vorstands der Saarländischen Kreditbank AG bzw. seit deren Umfirmierung 1978 der Deutschen Bank Saar AG. 24 Jahre lang war er neben dieser Vorstandstätigkeit Vorstandsmitglied der Saarländischen Investitionskreditbank AG.

### IHK Saar und DIHT
Von 1985 bis 1996 war er Präsident der Industrie- und Handelskammer des Saarlandes. Seit 1996 ist er Ehrenpräsident der Industrie- und Handelskammer des Saarlandes. Er war in dieser Zeit auch Vorstandsmitglied des Deutschen Industrie- und Handelstages und Schatzmeister des DIHT. Er wurde der erste Präsident der 1990 gegründeten Arbeitsgemeinschaft der Industrie- und Handelskammern der Region Saar-Lor-Lux. Als Präsident der IHK des Saarlandes setzte er sich unter anderem für die ICE/TGV-Verbindung nach Paris und den Weiterbau der Autobahn A 8 nach Luxemburg ein.

### Deutsch-Französische IHK
Er war zudem über viele Jahre Präsidiumsmitglied und Schatzmeister der Deutsch-Französischen Industrie- und Handelskammer in Paris. Prüm war Ehrenmitglied des Präsidiums der Deutsch-Französischen Industrie- und Handelskammer.

## Sonstiges
In Gedenken an Jost Prüm verleiht der Rotary Club Saarbrücken den "Jost-Prüm Preis". Der erste Jost-Prüm Preis wurde am 10. Oktober 2021 Felix Schubert in Saarbrücken in Anwesenheit des Ministerpräsidenten des Saarlandes Tobias Hans von der Französischen Botschafterin in Deutschland Anne-Marie Descôtes verliehen.

## Privates
Jost Prüm war der älteste der vier Söhne von Sebastian Alois Prüm, der das Weingut Joh. Jos. Prüm von 1920 bis 1967 führte; er trug auch die Vornamen seines Großvaters Johann Josef Prüm, der 1911 das Weingut Joh. Jos. Prüm mit Teilen des historischen Weinguts „S.A. Prüm-Erben“ 1911 gründete. Zum 200. Geburtstag seines Vorfahren Jodocus Prüm am 22. September 2007 rief er in Wehlen mit seinem Bruder Eckart die Jodocus Prüm Stiftung ins Leben, die regionale Projekte fördert.
Er war seit 1968 verheiratet und hat zwei Kinder.
Er war Mitglied der katholischen Studentenverbindungen KDStV Rhenania-Moguntia Mainz und KDStV Bavaria Bonn im CV.

## Ehrungen
- 1989: Verdienstkreuz 1. Klasse des Verdienstordens der Bundesrepublik Deutschland
- 1995: Kommandeur des Verdienstordens des Großherzogtums Luxemburg[3]
- 1996: Großes Bundesverdienstkreuz[10]
- 1996: Ehrenpräsident der Industrie- und Handelskammer des Saarlandes[11]
- 1997: Ritter der Französischen Ehrenlegion (Chevalier de la Légion d’Honneur)[12]

## Veröffentlichungen
Johann Josef Prüm, Die Verwaltungs- und Kontrollorgane der französischen „société anonyme“ nach den Reformen von 1935–1937 und 1940–1943, Mainz 1958